# Bonifaciuskerk (Medemblik)

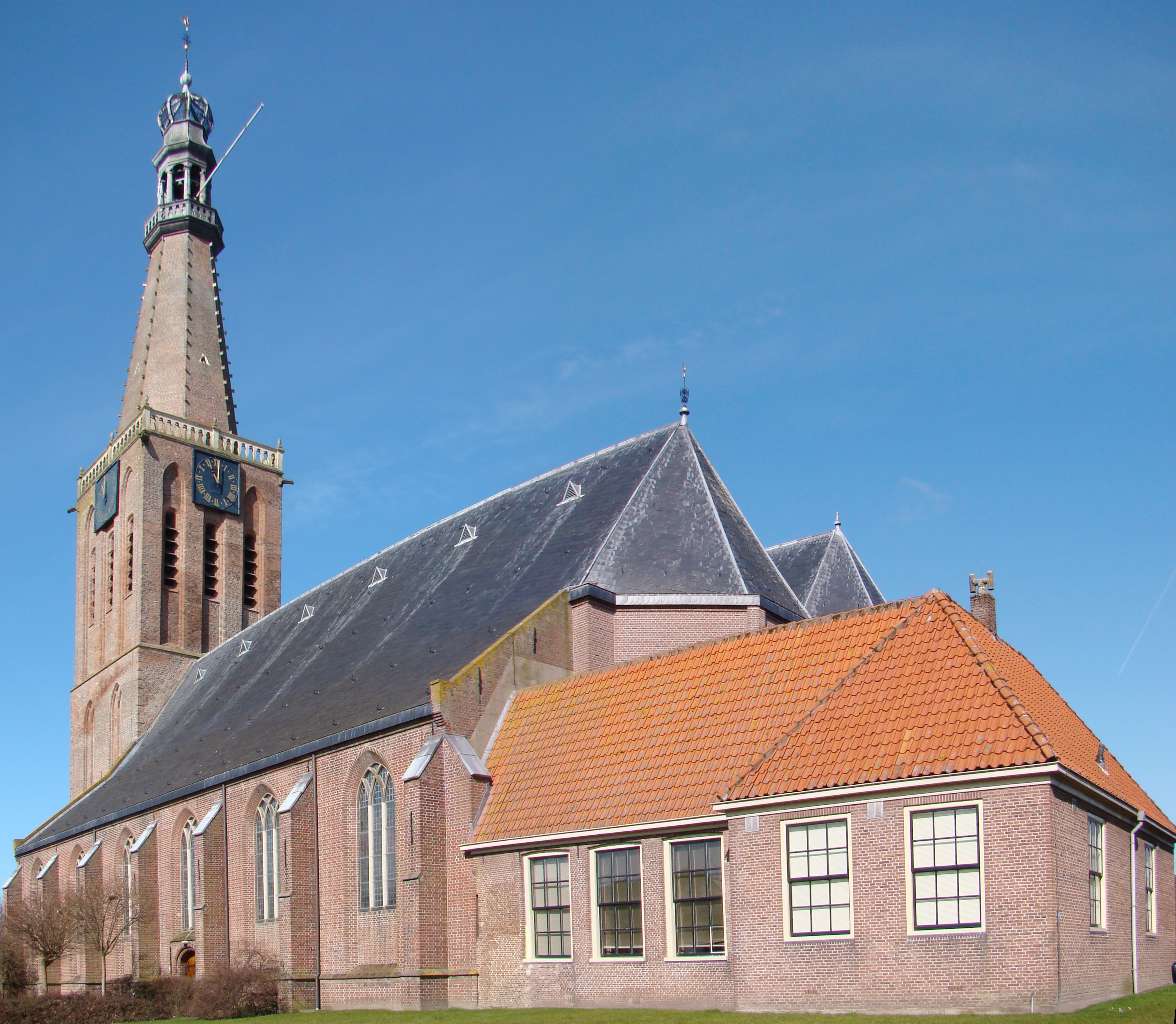
Bonifaciuskerk in Medemblik

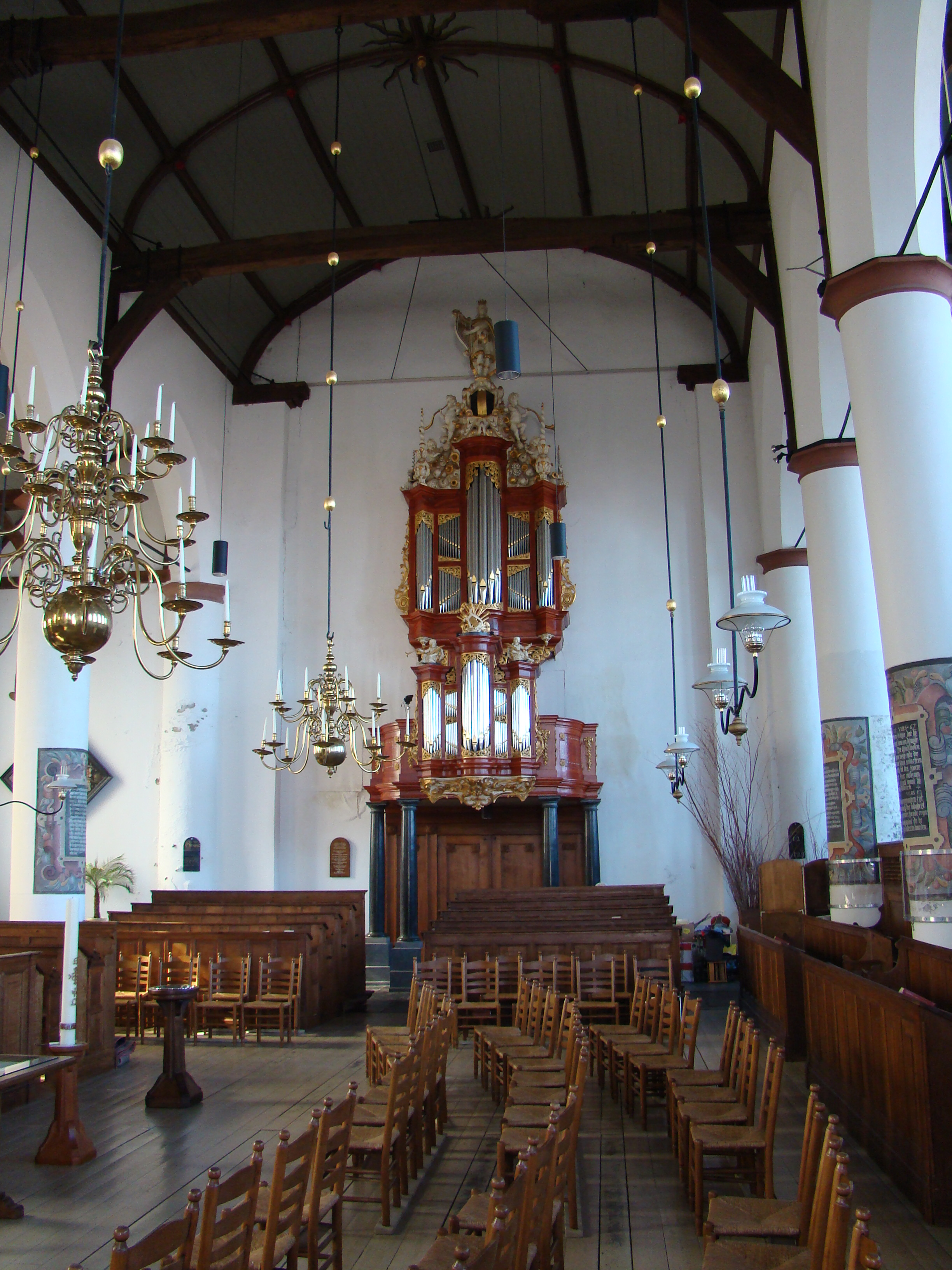
Blick zur Orgel

Die Bonifaciuskerk (deutsch Bonifatiuskirche) von Medemblik ist eine niederländische protestantische Kirche aus dem Jahr 1404. Ein Vorgängerbau der Kirche, der eirstmals im Jahr 1118 erwähnt wird, war kurz zuvor abgebrannt. Die Kirchenruine wurde für den Bau der neuen Kirche verwendet. Die Kirche war ursprünglich dem Patronat des heiligen Bonifatius unterstellt, später auch dem des heiligen Martin. Ab dem Jahr 1572, nach der Reformation, wird der Name Bonifaciuskerk für diese protestantische Kirche verwendet und St. Martin wurde zum Hauptpatron der römisch-katholischen Gemeinde in Medemblik. Trotz zweier Brände (1517 und 1555) blieb die Kirche weitgehend erhalten. Heute wird die Kirche von der evangelischen Gemeinde von Medemblik (Protestantische Kirche in den Niederlanden) genutzt. Das nördliche Seitenschiff wurde als Theater unter dem Namen BON-Theater genutzt. Jan Pieterszoon Sweelinck heiratete in dieser Kirche im Jahr 1590.

## Baugeschichte
Die älteste Erwähnung der Kirche von Medemblik stammt aus der Dombauhütte in Utrecht. Es handelt sich um einen Bericht, geschrieben im Jahr 1118. Im Jahr 1350 begann man mit dem Bau des robusten, stabilen Turms. Die zweite Kirche wurde 1404 fertiggestellt, brannte aber infolge der Aktionen des Freiheitskämpfers Grote Pier während der zweiten Belagerung von Medemblik im Jahr 1517 nieder. Eine dritte Kirche wurde im Jahr 1524 fertiggestellt. Diese brannte während des Großen Brandes von Medemblik im Jahr 1555 nieder. Im selben Jahr wurde eine vierte Kirche gebaut. Im 17. Jahrhundert hatte die Kirche einen Dachreiter, möglicherweise aus der Zeit vor der Reformation. Im 18. Jahrhundert wurde die Kirche umgebaut und 1859 wegen Baufälligkeit verkleinert und der Dachreiter entfernt. Die Orgel wurde an die Turmwand auf der Westseite versetzt. Bei einer gründlichen Restaurierung im Jahr 1993 wurde das Innere in den Zustand des 19. Jahrhunderts zurückversetzt.
Die Kirche ist eine dreischiffige Hallenkirche, bestehend aus zwei breiten Schiffen und einem schmalen südlichen Seitenschiff. Der Turm ist der älteste Teil und stammt aus dem Jahr 1404.

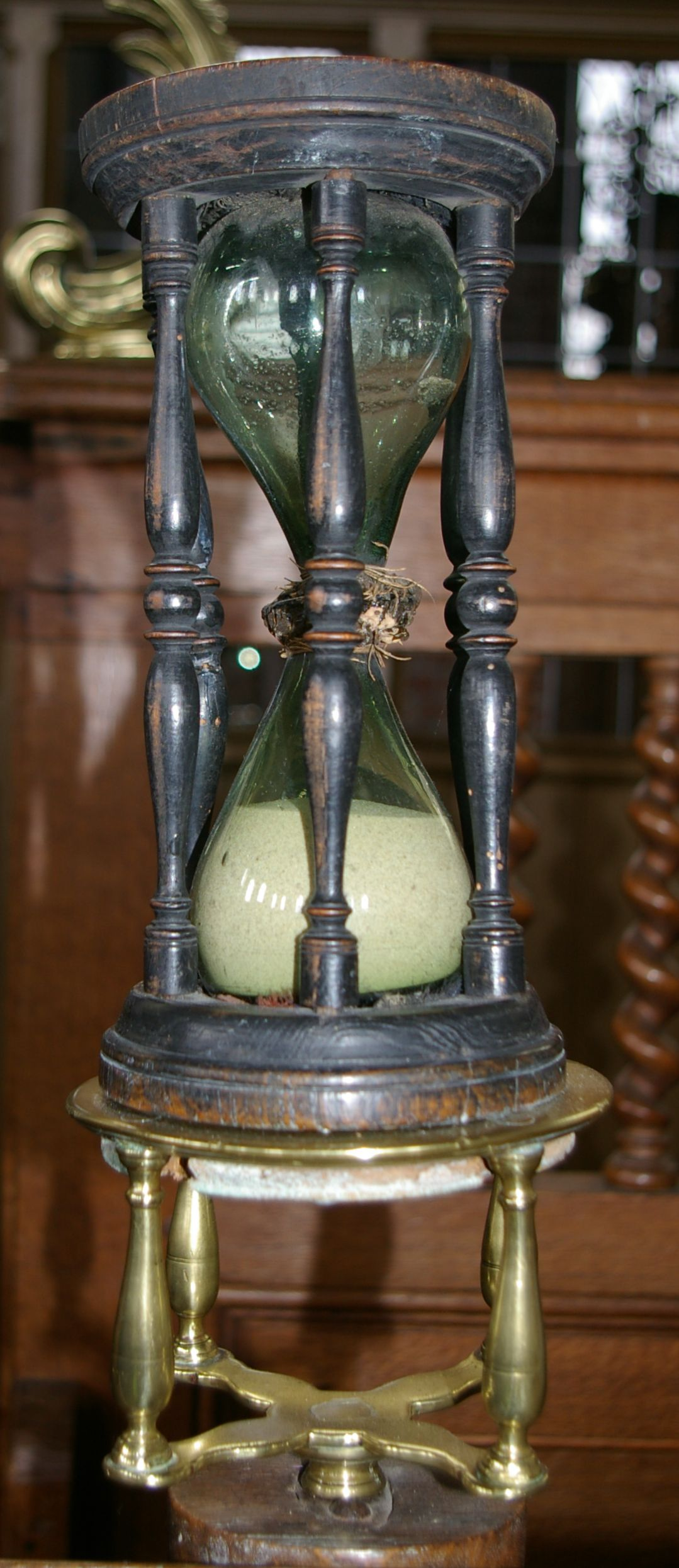
Sanduhr

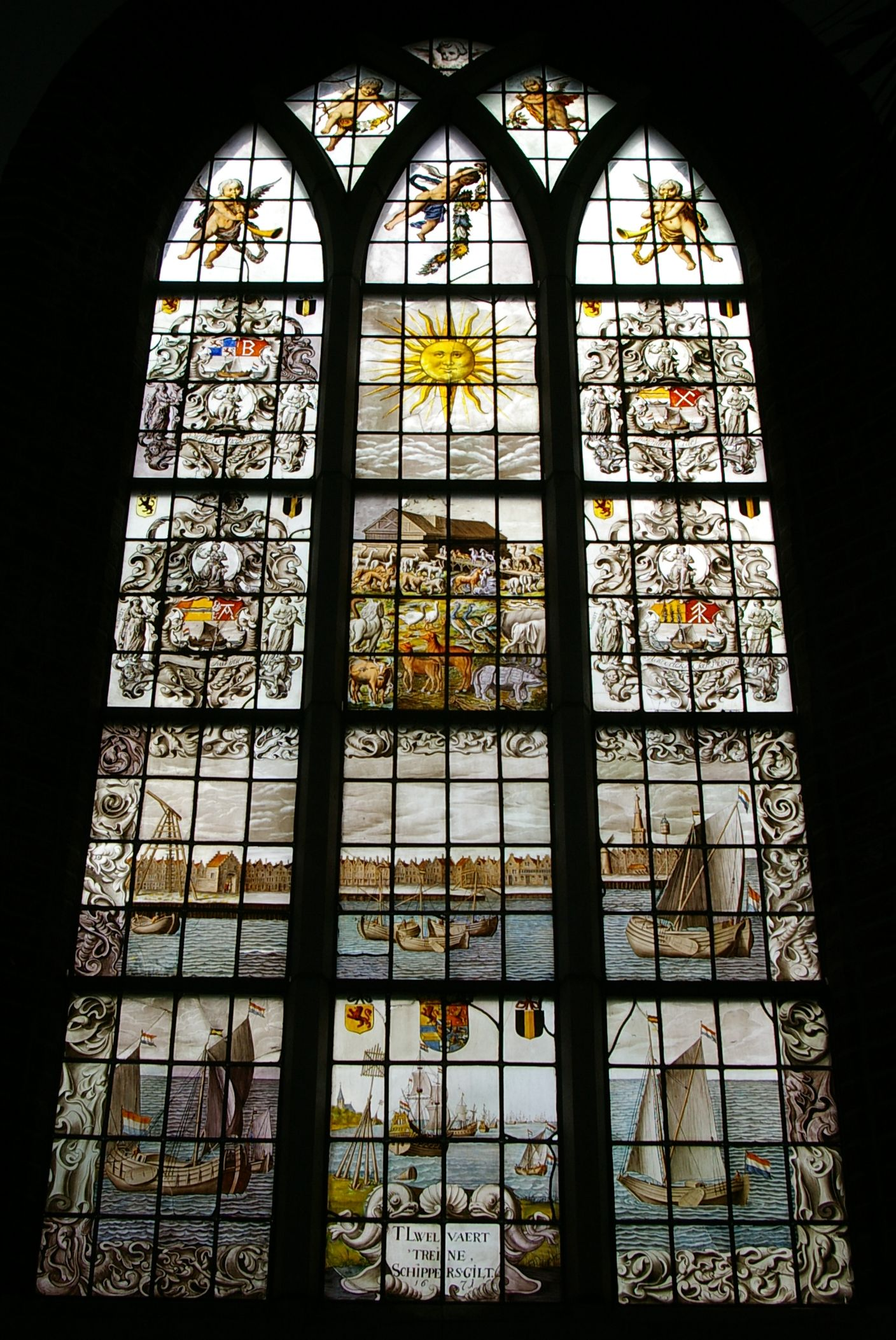
Glasmalerei, 1671 von der Rheinschiffergilde gestiftet

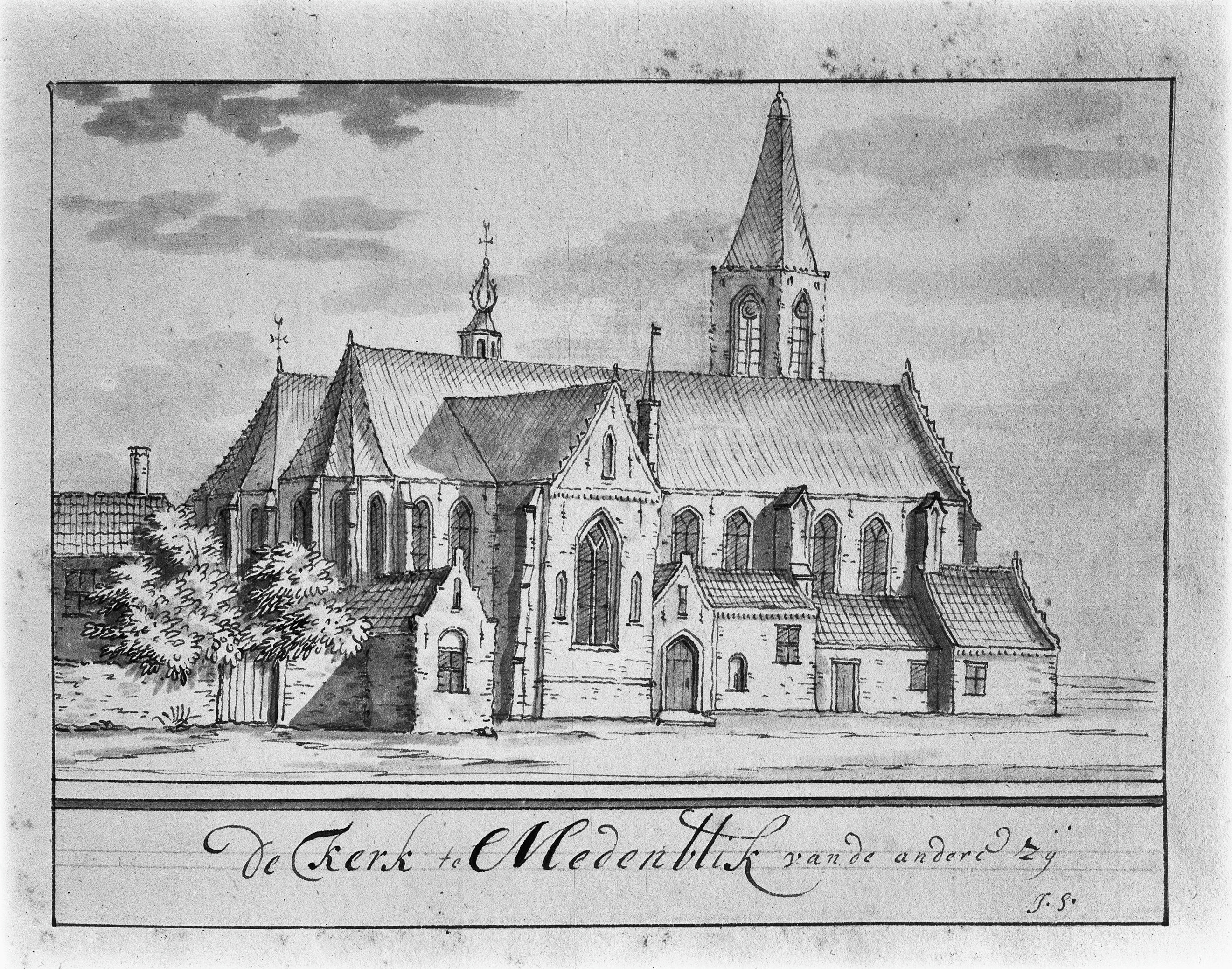
Kirche und Turm von Norden mit alter Turmspitze und Dachreiter

## Abmessungen
- Glockenturm: 70 Meter
- Höhe der Kirche: 20 Meter
- Länge der Kirche: 50 Meter

## Ausstattung
Von den sechs Glasmalereien im südlichen Seitenschiff wurde die östlichste 1670 von der Stadt Monnickendam gestiftet. Ein weiteres Fenster, das die Arche Noah darstellt, mit dem Oosterhaven und dem St. Bonifacius-Turm in Medemblik darunter, wurde 1671 von der Rheinschiffergilde gestiftet. In der Kirche befindet sich auch eine Sanduhr, die anzeigte, wie lange die Predigt dauern durfte. Weiterhin sind Messing-Kronleuchter mit Kerzen erhalten, die aus den Jahren 1591 und 1571 stammen. In der Kirche befindet sich auch das Epitaph des schottischen Lord George Murray, das Grab selbst liegt hinter der Kirche und ist durch einen einfacheren Grabstein gekennzeichnet. Die Balkendecke stammt von 1572.

## Orgel
Die Orgel wurde ursprünglich 1671 von Pieter Backer gebaut, der auch Organist an der Kirche war. Beim Bau verwendete er Teile der vorherigen Orgel. Die Orgel wurde an der Nordwand der Kirche aufgestellt. Im Jahre 1785 wurde das Rückpositiv durch Christoffel Bätz erneuert. Das vorhergehende Rückpositiv war aufgrund von Alter und Verschleiß unbrauchbar geworden. Im Jahr 1863 wurde die Orgel an die Westwand und teilweise in den Turm versetzt. Nachdem die Orgel durch herabfallende Trümmer vom Turm beschädigt wurde (durch Blitzschlag im Jahr 1861), reparierte der Orgelbauer Van Dam den Schaden. Er nahm auch kleinere Änderungen in der Disposition vor und stimmte die Orgel in gleichwebender Temperatur. Die Restaurierung in den Jahren 1994 und 2000 hatte zum Ziel, die Orgel wieder in den Zustand von 1863 zu versetzen, mit Ausnahme des Brustwerks, das in den Zustand von 1671 zurückversetzt wurde. Die Malerfirma Polman aus Hoorn gab der Orgel ihre Gestaltung in der Art von Mahagoni zurück, die mutmaßlich auf das Jahr 1785 zurückgeht. Der Klang dieser Orgel ist weithin bekannt, unter anderem wegen des Registers Regal 8′ aus gedrechseltem Birnbaumholz im Brustwerk. Eine alte Fotografie in einem englischen Reisejournal vom Ende des 19. Jahrhunderts zeigt, dass hinter der Orgel ein drapierter Vorhang an die Wand gemalt war. Diese Wandmalerei ist noch nicht restauriert worden. Nach mehreren Umbauten und Wiederherstellungen hat die Orgel heute 23 Register auf drei Manualen mit angehängtem Pedal. Außerdem ist noch eine Chororgel mit 5 Registern der Firma Flentrop Orgelbouw aus dem Jahr 1993 vorhanden.
Die Disposition der Hauptorgel lautet:
| I Hoofdwerk C–c3 |       |      |
| Bourdon          | 16′   |      |
| Prestant         | 8′    |      |
| Holpijp          | 8′    |      |
| Octaaf           | 4′    |      |
| Roerfluit        | 4′    | 1862 |
| Octaaf           | 2′    |      |
| Mixtuur II-III   |       |      |
| Cornet II-III    | ab c0 |      |
| Trompet          | 8′    | 1862 |

| II Rugwerk C–c3    |    |      |
| Holpijp            | 8′ | 1785 |
| Prestant           | 4′ | 1785 |
| Roefluit           | 4′ | 1785 |
| Quint              | 3′ | 1785 |
| Octaaf             | 2′ | 1785 |
| Mixtuur III-VI B/D |    | 1785 |
| Sesquialter II D   |    | 1785 |
| Dulcian B          | 8′ | 1785 |
| Trompet D          | 8′ | 1785 |

| III Borstwerk FGA–g2a2 |    |           |
| Holpijp                | 8′ |           |
| Octaaf                 | 4′ |           |
| Superoctaaf            | 2′ | 1671/2000 |
| Sexquialter II D       |    | 2000      |
| Regaal                 | 8′ |           |

| Pedaal C–h (Angehängt) |

- Koppeln: Halbierte Druckkoppel Hoofdwerk - Rugwerk
- Tremulant

## Turm
Der Turm ist älter als die Kirche und obwohl er an die Kirche angebaut ist, gehört er der Gemeinde Medemblik. Die Mauern sind zwei Meter dick und der Turm ist 70,99 Meter hoch. Die durchbrochene Bekrönung mit Laterne ist die zweite Bekrönung des Turms aus dem Jahr 1667, die alte Turmspitze war 1656 bei einem Sturm zerstört worden, weil sie baufällig war. Die erste Bekrönung war ein pyramidenförmiger Turmabschluss. Aufgrund von Vernachlässigung im 19. Jahrhundert wurde der Turm baufällig. Im Jahr 1855 wurde sogar der Abriss des Turms diskutiert. Schließlich stürzte ein Teil des Turms ein und die Steine wurden an Bauern verkauft. Während des Umbaus stürzte das Gerüst ein und fünf Menschen starben. Im Jahr 1900 war der Umbau beendet und der Wetterhahn wurde angebracht. Im Lauf der Zeit hat sich der Turm in nordöstliche Richtung geneigt, wo sich der Polder Wieringermeer befindet. Die Entwässerung der Zuiderzee und die daraus resultierende Veränderung des Grundwasserspiegels sind wahrscheinlich die Ursache für diese Setzung.

## Stundenschlag
Bis 1998 gab es in Medemblik noch nie ein Glockenspiel in einem Turm. Das damals geschaffene Glockenspiel hängt oben in der Laterne und besteht aus 14 Glocken. Es handelt sich um eine sogenannte Alarmglocke, ein computergesteuerter Glockenschlag, der den Stundenschlag ankündigt. Die Glocken wurden 1998 von Petit & Fritsen in Aarle-Rixtel gegossen.

## Bewegliche Glocken
Im Turm hängen neben dem Glockenspiel von 1998 drei sehr alte schwere bewegliche Glocken. Die schwerste ist die Glocke mit dem Schlagton a mit einem Gewicht von 4239 kg und einem Durchmesser von 1876 mm und wurde im Jahr 1649 in Zutphen von Pieter und François Hemony gegossen. Die Inschrift lautet: „Extensis urbis Medemlecae moeniis civiumque accrescente frequentia ex decreto magistratus. anno domini MDCXLIX in hanc formam me redegunt F. et P. Hemony Zutphaniae“.
Die zweite Glocke mit dem Schlagton cis1, wurde ebenfalls im Jahr 1649 von Pieter und François Hemony gegossen. Sie wiegt 2256 kg und hat einen Durchmesser von 1503 mm. Die Inschrift lautet: „Laudate Dominum cymbalis bene sonantibus F. et P. Hemony me fec. Zutphaniae ao 1649“. Eine der Hemony-Glocken ist nach 1998 gesprungen und wurde geschweißt.
Die dritte Glocke, mit dem Schlagton e1, genannt Sint Pieter, war die sogenannte Poortklok, die ursprünglich aus dem Jahr 1406 stammt und 1636 von Everhardus Splinter in der Glockengießerei am Noorderpoort in Enkhuizen neu gegossen wurde. Die Glocke wiegt 1136 kg, hat einen Durchmesser von 1253 mm und trägt die Inschrift: „SUNTE PIETER IS MIN NAME, TOT GODES DIENST BEN ICK BEQUAEM, DEN LEVENDEN ROEP ICK, DEN DODEN OVER LUIDE ICK, ANNO 1636“. Auf beiden Seiten sind Darstellungen des Heiligen Petrus, darunter steht geschrieben: „EVERHARDUS SPLINTER ME FECIT ENCHUSAE“.